# Frederik IV van Brandenburg
Frederik IV van Brandenburg (Berlijn, 12 december 1530 - Halberstadt, 2 oktober 1552) was van 1551 tot aan zijn dood aartsbisschop van Maagdenburg en van 1552 tot aan zijn dood enkele maanden later prins-bisschop van Halberstadt. Hij behoorde tot het huis Hohenzollern. 

## Levensloop
Frederik IV was de tweede zoon van keurvorst Joachim II Hector van Brandenburg uit diens huwelijk met Magdalena van Saksen, dochter van hertog George van Saksen. Hij werd opgeleid in onder andere Frankfurt an der Oder en werd in 1548 dankzij de aanzienlijke invloed van zijn vader door het domkapittel van Havelberg verkozen tot gepostuleerd bisschop van Havelberg.
Nadat de Maagdenburgse aartsbisschop Johan Albrecht van Brandenburg-Ansbach in mei 1550 was overleden, werd Frederik door het domkapittel van Maagdenburg aangezocht om aartsbisschop te worden, om een wereldlijke overname van het aartsbisdom door het keurvorstendom Saksen te verhinderen. Frederik had onder Johan Albrecht reeds gefungeerd als coadjutor van het aartsbisdom Maagdenburg en het prinsbisdom Halberstadt. In december 1551 bevestigde de paus Frederiks verkiezing als aartsbisschop van Maagdenburg en een jaar later werd hij ook prins-bisschop van Halberstadt. In Halberstadt, waar hij 37 weken regeerde, verwezenlijkte hij weinig. Wel leverde zijn weelderige hofhouding het prinsbisdom 22.000 gulden kosten op.
Frederik IV stierf in oktober 1552, op 21-jarige leeftijd. Zijn dood werd de eerste dagen na zijn overlijden geheimgehouden, hetgeen geruchten over vergiftiging voedde. Hij werd bijgezet in de Dom van Halberstadt.
- Gemeinsame Normdatei: 130473774
- Virtual International Authority File: 13417942
- WorldCat: E39PBJkhGcy7qXPkj38m7MdvpP